# Latxa
La latxa est une race ovine basque. Il existe deux sous-races: la latxa tête noire (Latxa burubeltza en basque), et la latxa tête rousse (Latxa burugorria en basque).

## Origine
Elle fait partie des races ovines du Pays basque à toison longue qui n'ont pas été croisées avec du sang de mérinos à cause d'une interdiction d'importation d'animaux exogènes. Elle est élevée depuis longtemps dans les provinces espagnoles de Biscaye et du Guipuscoa.

## Morphologie
Elle porte une toison à poils très longs, presque à toucher par terre. Les poils courts de la tête sont colorés en roux ou noir. Le bélier possède des cornes torsadées qui entourent les oreilles. La LCR mesure 65 cm au garrot et la LCN 75 cm.

## Aptitudes
Elle est élevée principalement pour son lait destiné à l'élaboration du fromage AOP Idiazabal. La brebis produit environ un litre de lait quotidien, sur une période de 140 jours pour la LCN et 155 jours pour la LCR. La monte a lieu au printemps, l'été se passe en estive et l'agnelage entre octobre et mars. Les jeunes sont sevrés très tôt pour réserver le lait à la fabrication fromagère. Ils sont vendus à des engraisseurs ou nourris au lait en poudre et finis l'été à l'herbe des alpages, donnant alors des broutards à la viande savoureuse. 